# Parafia św. Michała Archanioła we Wrocławiu
Parafia św. Michała Archanioła we Wrocławiu – rzymskokatolicka parafia znajdująca się w dekanacie Wrocław Katedra w archidiecezji wrocławskiej. Jej proboszczem jest ks. Michał Piechota SDB. Obsługiwana przez salezjanów. Erygowana w XIII wieku. Mieści się przy ulicy Bolesława Prusa. Jej kościołem parafialnym jest Kościół św. Michała Archanioła we Wrocławiu.

## Terytorium
Ulice parafii: Bacha, Barlickiego, Barycka, Cinciały, Daszyńskiego, Damrota, Jaracza, Jedności Narodowej (nr 153-213), Kluczborska (od nr 27 do końca i od nr 24 do końca), Ledóchowskiego, Lompy, Miarki, Młodnickiego, Mosbacha, Nowowiejska (nr 25-47 i 14-104), Oleśnicka (nr 24), Orzeszkowej, Pasterska, Pestalozziego, Prusa (od nr 63 do końca i od 46 do końca), Reja (nr 49-89 i 62-72b), Stein, Walecznych, Westerplatte, Wyszyńskiego (od nr 99 do końca i od 100 do końca), Żeromskiego (nr nieparzyste i od 48 do końca).